# Глоговац (лептир)
Глоговац (лат. Aporia crataegi) врста је лептира из породице белаца (лат. Pieridae).

## Опис врсте
Велики лептир крутих крила са јасно израженом црном нерватуром. Распон крила износи од 58 до 64 mm. Понекад при излегању на јединкама остаје прах наранџасте или црвене боје. Код старијих примерака се може десити да отпадну крилне љуспице, па подсећају на мнемозине. Гусенице у ранијим ступњевима живе у комуналним мрежама, а у трећем ступњу и презимљавају заједно. Интегумент је црн и благо сјајан, прекривен белим сетама, субдорзално наранџаст. Након хибернације, напуштају комуналну мрежу и шире се по станишту. Лутка је јарко жута и маркирана црним обрасцем. Имају једну генерацију годишње, и одрасле јединке лете у летњим месецима.
- Aporia crataegi ♂
- Aporia crataegi ♂ △
- Aporia crataegi  ♀
- Aporia crataegi  ♀ △

## Распрострањење и станиште
Чест широм Европе. Обично насељава суве ливаде прошаране жбуњем, али су мигранти присутни и далеко од ових станишта. 

## Биљке хранитељке
Основне биљке хранитељке су: глог (Crataegus monogyna) и трњина (Prunus spinosa).